# ウィンザー・キャッスル (戦列艦・3代)
|          | |
| 艦歴     | |
| 発注:    | 1782年12月10日 |
| 建造:    | デットフォード造船所 |
| 起工:    | 1784年8月19日 |
| 進水:    | 1790年5月3日 |
| 進水:    | 1790年5月3日 |
| 改装:    | 1814年（74門艦に縮小） |
| 解体:    | 1839年 |
| 性能諸元 | |
| クラス:  | ロンドン級戦列艦 |
| 全長:    | 砲列甲板：54.1 m |
| 全幅:    | 15 m |
| 喫水:    | 6.4 m |
| 排水量:  | 1,901 t（1,871 英トン） |
| 推進:    | 帆走（3本マストシップ） |
| 兵装:    | 98門（公称）： 32ポンド砲28門（砲列甲板） 18ポンド砲30門（中層砲列甲板） 12ポンド砲30門（上層砲列甲板） 12ポンド砲8門（後部甲板） 12ポンド砲2門（船首楼甲板） |
| 戦歴:    | ジェノアの海戦（1795年） フィニステレ岬の海戦（1805年） |

HMS ウィンザー・キャッスル （HMS Windsor Castle）はイギリス海軍の98門2等級戦列艦。デットフォード造船所で1790年5月3日に進水した。
ウィンザー・キャッスルは1805年のフィニステレ岬の海戦にロバート・カルダー艦隊の一員として参加した。1807年には、サー・ジョン・ダックワース提督の戦隊の一員としてダーダネルス作戦に従事し、戦隊が地域から撤退する際に、トルコの大砲から発射された800ポンドの石弾によりメインマストを失うという大きな損傷を受けた。にもかかわらず本艦はダックワースのアレクサンドリア遠征にも従軍し、5月にはアレクサンドリアを出発してマルタへ帰還した。
1814年には74門艦に改装され、1839年に解体された。

## 参考資料
- Lavery, Brian (2003) The Ship of the Line - Volume 1: The development of the battlefleet 1650-1850. Conway Maritime Press. ISBN 0-85177-252-8.
- Yeo, Richard R., The Edinburgh Encyclopaedia, Routledge, 1999.